# Фермо (провінція)
Провінція Фермо (італ. Provincia di Fermo) — провінція в Італії, у регіоні Марке. 
Площа провінції — 784,22 км², населення — 178 641 осіб.
Столицею провінції є місто Фермо.